# Вооружённые силы Гренады
Вооруженные силы Гренады ранее включали в себя Народно-революционную армию Гренады. В настоящий момент из военизированных подразделений в Гренаде существуют только Королевские полицейские силы Гренады и подразделения береговой охраны.
В первые годы после получения независимости Гренада не имела собственных вооружённых сил, поскольку ответственность за оборону острова взяла на себя Великобритания.
Вооружённые силы Гренады — Народно-революционная армия и Народно-революционная милиция— были впервые созданы после революции 1979 года, однако после вторжения США на Гренаду в 1983 году вооружённые силы были расформированы.
В середине апреля 1985 года под руководством США для правительства Блейза была завершена подготовка первого полицейского подразделения, подготовка остальных подразделений полиции должна была завершиться к 30 сентября 1985 года. В 1985 году Гренада участвовала в военных маневрах США на Сент-Люсии.
По состоянию на 2015 год, военизированные вооружённые формирования правительства Гренады состояли из полиции (900 человек) и подразделения береговой охраны (60 человек, 4 патрульных катера).